# 燕尾嬌鶲
燕尾嬌鶲（Blue manakin；學名Chiroxiphia caudata）是侏儒鳥科(嬌鶲科)下的一種雀鳥，主要分佈在南美洲，包括哥倫比亞、委內瑞拉、圭亞那、蘇里南、厄瓜多爾、秘魯、玻利維亞、巴拉圭、巴西、智利、阿根廷、烏拉圭及福克蘭群島等的森林。其顏色主要為藍、紅、黑。與其他嬌鶲科一樣，雄性燕尾嬌鶲擁有複雜的求偶行為，甚至會以群體舞蹈吸引雌性。目前這種鳥類屬於無危物種（IUCN3.1）。

## 描述

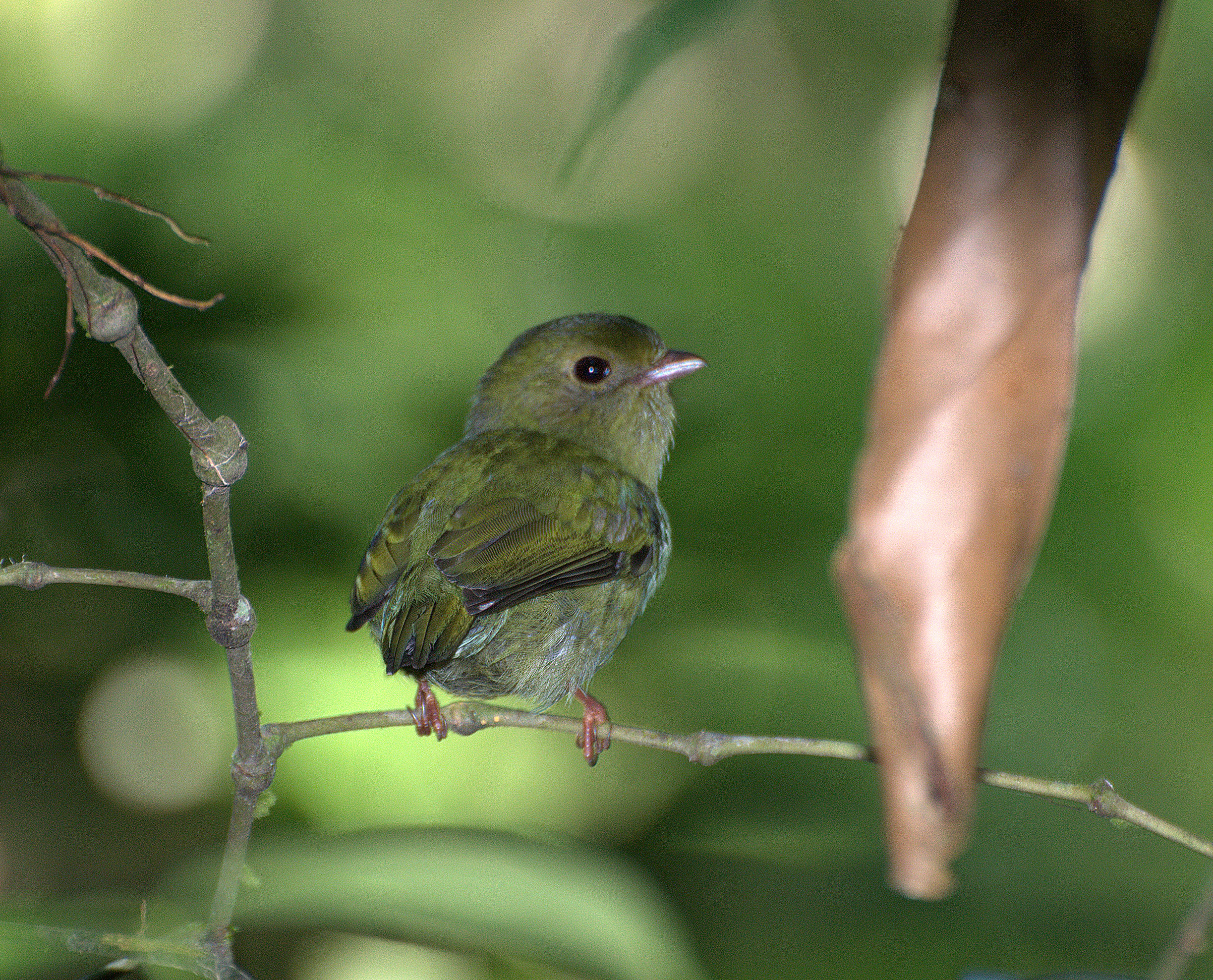
雌性燕尾嬌鶲

燕尾嬌鶲體長約15厘米，重約25.6克，於嬌鶲科中屬於體型最大。年幼嬌鶲的羽毛與雌性相似，慢慢會長出紅冠，然後是臉部的黑毛，最後身體長出鮮藍色的羽毛。

## 生態
燕尾嬌鶲雖然與其他嬌鶲一樣，雄性會以舞蹈吸引異性，但牠們多數會使用群體舞蹈。牠們的舞步經過排練，而且一致性強。領頭的燕尾嬌鶲多數較為年長，並帶領大約三隻年輕雄性每日練習固定舞蹈，直到遇見合適的雌性。是時，年輕的雄性會率先試探，如果領頭的雄鳥認為可行，則會開始帶領舞蹈。成功後會由領頭雄性與雌性交配。相關片段於英國Netflix《我們的星球》第一集中可見。